# Kyselina jodistá
Kyselina jodistá je kyslíkatá kyselina, jejímž centrálním atomem je jód v oxidačním čísle VII. Pod označením kyselina jodistá je v chemii chápána kyselina pentahydrogenjodistá – H5IO6, tedy hydratovaná forma HIO4. Pro H5IO6 lze neformálně ale přesněji použít výraz kyselina ortojodistá, pro HIO4 pak neoficiální název kyselina metajodistá (takové označování se běžně používá v anglickém a německém jazyce). Kyselina metajodistá je kyselinou hypotetickou, existuje pouze ve formě polymeru (HIO4)n, který je nestabilní. Vzniká při tepelné dehydrataci kyseliny ortojodisté ve vakuu přes kyselinu trijodistou a nemá žádný větší praktický význam. Kyselina ortojodistá je vzhledem bílý jemně krystalický prášek. Nevykazuje žádný zápach. Je to silné oxidační činidlo, v kyselém prostředí vykazuje standardní potenciál E0=1,6 V, v zásaditém prostředí E0=0,7 V. Ve vodných roztocích (pH= 0-7) je rovnovážnou směsí volné kyseliny pentahydrogenjodisté a příslušných aniontů, jejichž poměr závisí na koncentraci a přítomnosti dalších látek a rozpouštědel. Jodistany v alkalickém prostředí existují pravděpodobně ve formě dimerního aniontu (O4I-O-IO4)4−.

## Význam
Kyselina jodistá se používá v analytické chemii jako oxidační činidlo a vzhledem k schopnosti štěpit vicinální dioly na jednotlivé fragmenty nalézá uplatnění i ve strukturní analýze složitějších organických látek a biopolymerů. V klinické chemii, mikrobiologii a histologii nalézá uplatnění jako činidlo pro důkaz bílkovin, Navíc je hlavní účinnou látkou v PAS reakci, která slouží k průkazu glykogenu ve tkáních. Značné uplatnění lze nalézt v organické syntéze.

## Využití v organické syntéze
Využití kyseliny jodisté k oxidačnímu štěpení 1,2-diolů poprvé popsal Malaprade v roce 1928. Vicinální dioly se oxidačně štěpí za vzniku karbonylových sloučenin. Jsou-li hydroxylové skupiny na acyklickém řetězci vznikají dvě karbonylové sloučeniny, jsou-li součástí kruhu, vzniká jediná dikarbonylová sloučenina. U všech těchto reakcí se předpokládá vznik cyklického meziproduktu (cyklický diester kyseliny jodisté). Ke klasickým aplikacím kyseliny jodisté a jodistanů v organické syntéze patří kromě zmíněného štěpení vicinálních diolů také štěpení 1,2-hydroxyaldehydů, 1,2-hydroxyketonů, 1,2-diketonů a cyklických 1,3-diketonů. Další studie pojednávají o využití tohoto činidla k oxidační dimerizaci pyrenu, oxidacím polyaromatických uhlovodíků na chinoidní sloučeniny apod. Účinkem kyseliny jodisté byla také z pyrogallolu připravena sloučenina purpurogallin, selenidy byly převedeny na selenoxidy a thioestery na dialkylsulfoxidy.

## Bezpečnost
Kyselina jodistá je klasifikována jako látka žíravá a oxidující.